# Фијат мареа
Фијат мареа (итал. Fiat Marea) је аутомобил који је производила италијанска фабрика аутомобила Фијат. Производио се од 1996. до 2002. године, а у Бразилу до 2007. године.

## Историјат
Фијат мареа (интерне ознаке тип 185) је био породични аутомобил из ниже средње класе доступан као седан и караван (звани викенд). Развијен је на основу шасије браво/брава који су били у хечбек верзијама, са којима је делио платформу и велики број компоненти. Средином 1990-их година 20. века Фијат је улазио у кризу. Велики број модела је био застарео, а једино је пунто бележио добре продајне резултате. Велике наде су полагане у моделе браво/брава који је компанији требало да обезбеди успех у ц-сегменту. Када су представљени модели браво/брава, мареа (седан) и мареа викенд, медијска пажња је била усмерена скоро искључиво на моделе браво/брава. Управо је гурање устрану модела мареа одредило његову судбину. Фијат мареа је неправедно запостављен, без дефинисане тржишне позиције и без стилског отклона који би је разликовао од двојца браво/брава, једноставно није могао опстати на тржишту као засебан модел.
Била је доступна у три пакета опреме: основни SX, затим ELX и HLX. У основном пакету је имала АБС кочнице (од 1999), ваздушне јастуке за возача и сувозача, бочне јастуке (од 2000), аутоматску климу (од 1999), серво управљач, централно закључавање, електричне предње прозоре, волан и седиште подесиви по висини. Мареа је удобна и пространа са великим пртљажником, нарочито у караван верзији. Мареа је два пута рестилизована, први пут у лето 1999, а други крајем 2000. године.
У Европи су производња и продаја марее престали у августу 2002, годину дана након што су браво и брава замењени стилом. Мареа у караван верзији заменио је стило мултивагон представљен у јануару 2003. године, док је наследник у седан верзији, Фијат линеа представљен тек 2007. године. Ипак, мареа (у оба стила каросерије) се и даље производила у Турској и Бразилу за локална и друга тржишта. Средином 2007. године престала је бразилска производња марее.

## Мотори
| Модел   | Запремина | Цилиндри/ вентили | Снага         | Брзина   | 0−100 km/h |
| Бензин  | Бензин    | Бензин            | Бензин        | Бензин   | Бензин     |
| ------- | --------- | ----------------- | ------------- | -------- | ---------- |
| 1.2     | 1242 cm³  | 4/16              | 63 kW/85 КС   |          |            |
| 1.4     | 1370 cm³  | 4/12              | 59 kW/79 КС   | 172 km/h | 13,7 сек.  |
| 1.6     | 1581 cm³  | 4/16              | 76 kW/102 КС  | 187 km/h | 10,7 сек.  |
| 1.6     | 1581 cm³  | 4/16              | 73 kW/98 КС   | 187 km/h | 10,7 сек.  |
| 1.8     | 1747 cm³  | 4/16              | 84 kW/112 КС  | 195 km/h | 10,0 сек.  |
| 2.0     | 1998 cm³  | 5/20              | 110 kW/150 КС | 208 km/h | 8,6 сек.   |
| 2.0     | 1998 cm³  | 5/20              | 114 kW/153 КС | 210 km/h | 8,6 сек.   |
| 2.0     | 1998 cm³  | 5/20              | 134 kW/180 КС |          |            |
| Дизел   |           |                   |               |          |            |
| 1.9 TD  | 1910 cm³  | 4/8               | 55 kW/74 КС   | 167 km/h | 15,2 сек.  |
| 1.9 TD  | 1910 cm³  | 4/8               | 74 kW/99 КС   | 180 km/h | 11,1 сек.  |
| 1.9 JTD | 1910 cm³  | 4/8               | 77 kW/104 КС  | 185 km/h | 10,8 сек.  |
| 1.9 JTD | 1910 cm³  | 4/8               | 81 kW/108 КС  | 188 km/h | 10,8 сек.  |
| 2.4 TD  | 2387 cm³  | 5/10              | 93 kW/124 КС  | 195 km/h | 10,5 сек.  |
| 2.4 JTD | 2387 cm³  | 5/10              | 97 kW/130 КС  | 197 km/h | 10,0 сек.  |

## Галерија
- Предњи део − караван
- Задњи део − караван
- Задњи део − седан